# مانوئل هارو
مانوئل هارو (انگلیسی: Manuel Haro; ۱۷ آوریل ۱۹۳۱ – ۱۸ اکتبر ۲۰۱۳) بازیکن فوتبال اهل اسپانیا بود.
از باشگاه‌هایی که در آن بازی کرده‌است می‌توان به باشگاه ورزشی رئال مایورکا، باشگاه فوتبال رئال وایادولید، باشگاه فوتبال لوانته، باشگاه فوتبال کادیس، باشگاه فوتبال گرانادا، و باشگاه فوتبال سویا اشاره کرد.